# Konfigurációkezelés

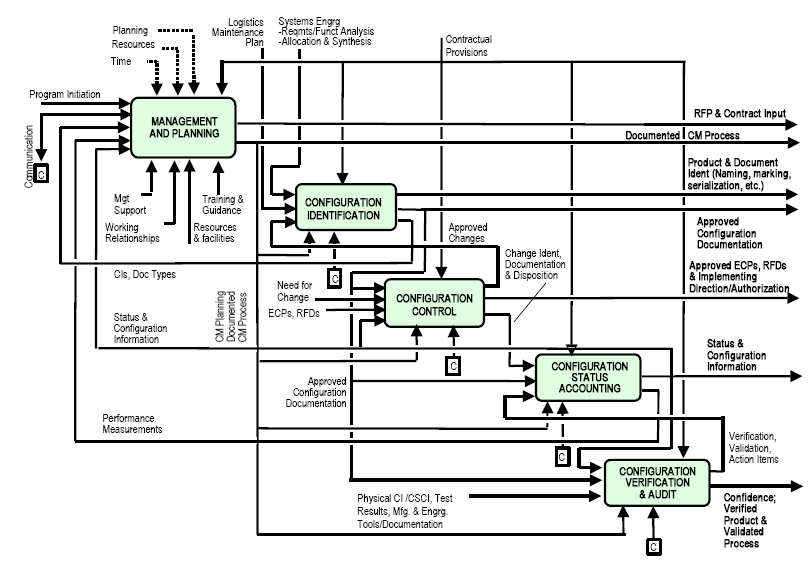
Magas szintű konfigurációkezelési tevékenységmodell

A konfigurációkezelés (angolul configuration management, CM) egy olyan irányítási folyamat, amely biztosítja és fenntartja egy termék teljesítményének, funkcionális és fizikai jellemzőinek következetességét a követelményeivel, tervezésével és üzemeltetési információival összhangban annak teljes életciklusa során. Ez a folyamat különösen fontos a nagy összetettségű rendszerek esetében, ahol a különböző komponensek és alrendszerek folyamatosan fejlődnek, és szigorú ellenőrzésre van szükség a változtatások nyomon követéséhez.
A CM egyik fő célja, hogy minimalizálja az eltéréseket a tervezett és a tényleges állapot között, ezáltal biztosítva a rendszer vagy termék megfelelő működését. Ennek érdekében a konfigurációkezelési folyamat magában foglalja a változások azonosítását, jóváhagyását, dokumentálását, ellenőrzését és végrehajtását. A megfelelő CM-rendszer bevezetése lehetővé teszi a szervezetek számára, hogy gyorsan reagáljanak a módosításokra, miközben biztosítják a termék vagy rendszer stabilitását és megbízhatóságát.
A CM a különböző iparágakban más-más formában valósul meg. A szoftverfejlesztésben például verziókövetési rendszerekkel biztosítják a kód változásainak átláthatóságát és visszakövethetőségét, míg a gyártásban az egyes termékek vagy alkatrészek módosításait dokumentálják és ellenőrzik a minőségbiztosítás érdekében. Az építőiparban és az infrastruktúra-fejlesztésben a CM segít a projektek műszaki dokumentációjának pontos vezetésében és a tervezett módosítások ellenőrzésében.
A megfelelően alkalmazott CM-rendszer csökkenti a hibákból eredő költségeket, minimalizálja a kockázatokat, és hozzájárul a hatékonyabb erőforrás-kezeléshez. Hiánya vagy nem megfelelő végrehajtása komoly következményekkel járhat, például rendszerek meghibásodásához, költséges újratervezésekhez vagy akár biztonsági kockázatokhoz vezethet. Ezért a CM alapvető eszköz minden olyan szervezet számára, amely összetett rendszerek vagy termékek fejlesztésével, üzemeltetésével és fenntartásával foglalkozik. A katonai alkalmazásokon kívül a konfigurációkezelési (CM) folyamatot széles körben használják a polgári és ipari mérnöki területeken is. Az informatikában például az IT-szolgáltatásmenedzsment (ITSM) részeként alkalmazzák, különösen az IT Infrastructure Library (ITIL) keretrendszerben, amely irányelveket és bevált gyakorlatokat határoz meg az informatikai szolgáltatások hatékony kezelésére. Ebben az összefüggésben a CM biztosítja, hogy az IT-rendszerek konfigurációja dokumentált, ellenőrzött és megfelelően karbantartott legyen, minimalizálva a szolgáltatási hibák és a rendszerleállások kockázatát.
Ezen túlmenően a CM-et más szakterületi modellekben is alkalmazzák a polgári és ipari mérnöki ágazatokban. Az építőiparban és az infrastruktúra-fejlesztésben például az utak, hidak, csatornák, gátak és épületek tervezése és fenntartása során használják. A CM lehetővé teszi a mérnökök és építészek számára, hogy nyomon kövessék az építési folyamat változásait, biztosítsák az előírásoknak és biztonsági szabványoknak való megfelelést, valamint megőrizzék a projektdokumentáció pontosságát.
Az ipari mérnöki szektorban, például a gyártásban és a termelésben, a CM hozzájárul a minőségellenőrzéshez, a termékek következetességének fenntartásához, valamint az eszközök és rendszerek életciklusának hatékony kezeléséhez. Azáltal, hogy egy szervezet biztosítja a konfigurációk pontos dokumentálását és verziókövetését, csökkenthetők a költségek, minimalizálhatók a kockázatok, és javítható az általános működési hatékonyság. 

## Bevezetés
A konfigurációkezelés (CM) egy rendszer teljes életciklusa során alkalmazva átláthatóságot és irányítást biztosít annak teljesítménye, funkcionális és fizikai jellemzői felett. Ez azt jelenti, hogy a CM lehetővé teszi a rendszer állapotának folyamatos nyomon követését és ellenőrzését, biztosítva, hogy az megfeleljen a kezdeti tervezési követelményeknek és a működési elvárásoknak.
A CM egyik alapvető szerepe annak ellenőrzése, hogy a rendszer a tervezett módon működik-e. Ehhez szükséges, hogy a rendszer egyértelműen azonosítható és megfelelő részletességgel dokumentált legyen, így a teljes életciklusa alatt biztosítani lehessen a megfelelő karbantartást, frissítéseket és fejlesztéseket. Ez különösen fontos olyan összetett rendszerek esetében, mint például repülőgépek, katonai eszközök, nagyvállalati informatikai rendszerek vagy ipari berendezések, ahol a legapróbb változtatások is jelentős hatással lehetnek a működésre és a biztonságra.
A CM folyamata elősegíti a rendszerinformációk és a rendszerben végrehajtott változtatások rendezett kezelését. Ez számos előnnyel jár, például:
- Képességek frissítése – új funkciók vagy fejlesztések bevezetése a rendszer hatékonyságának növelése érdekében.
- Teljesítmény, megbízhatóság és karbantarthatóság javítása – biztosítja, hogy a rendszer stabilan működjön és könnyen javítható legyen meghibásodás esetén.
- Élettartam meghosszabbítása – a megfelelő karbantartás és fejlesztések révén a rendszer tovább maradhat működőképes, csökkentve az idő előtti elavulás kockázatát.
- Költségek csökkentése – a jól dokumentált és ellenőrzött konfigurációk csökkentik a felesleges kiadásokat, például a rosszul ütemezett vagy nem szükséges módosításokból adódó költségeket.
- Kockázatok és felelősség csökkentése – a pontos dokumentáció és ellenőrzött változtatások révén elkerülhetők a biztonsági problémák és a nem megfelelő módosításokból eredő felelősségi kérdések.
- Hibák kijavítása – a rendszeres ellenőrzés és változáskezelés lehetőséget biztosít a problémák gyors azonosítására és korrigálására.

Bár a CM bevezetésének és fenntartásának költségei viszonylag alacsonyak, a megtérülés jelentős, mivel segít elkerülni a felesleges kiadásokat és az újratervezési költségeket. Ha a konfigurációkezelés hiányzik, vagy nem megfelelően hajtják végre, az rendkívül költséges lehet, és akár katasztrofális következményekkel is járhat. Bizonyos ágazatokban, például a légi közlekedésben, az egészségügyben vagy a katonai rendszerek esetében a nem megfelelő CM akár berendezések meghibásodásába vagy akár emberéletekbe is kerülhet.
A CM kiemelten fontosan kezeli az alkatrészek, alrendszerek és rendszerek közötti funkcionális kapcsolatot a rendszer változásainak hatékony ellenőrzése érdekében. Segít ellenőrizni, hogy a javasolt változtatásokat szisztematikusan figyelembe veszik-e a káros hatások minimalizálása érdekében. A rendszer változtatásait standardizált, szisztematikus megközelítéssel javasolják, értékelik és hajtják végre, amely biztosítja a konzisztenciát, a javasolt változtatásokat pedig a teljes rendszerre gyakorolt várható hatásuk alapján értékelik. A CM ellenőrzi, hogy a változtatásokat az előírásoknak megfelelően hajtják-e végre, és hogy az elemek és rendszerek dokumentációja tükrözi azok valódi konfigurációját. A komplett CM program tartalmazza az összes rendszerinformáció tárolását, nyomon követését és frissítését komponensenként, alrendszeren és rendszeren. 
Egy strukturált CM programnak biztosítania kell, hogy az elemeire vonatkozó dokumentáció (pl. követelmények, tervezés, tesztelés és átvételi dokumentáció) pontos, valamint összhangban legyen az elemek tényleges fizikai kialakításával. Sok esetben CM nélkül is létezik dokumentáció, de az nincs összhangban magával az elemmel. Emiatt a mérnököknek, kivitelezőknek és a vezetőségnek gyakran először olyan dokumentációt kell kidolgozniuk, amely tükrözi az elem aktuális állapotát, mielőtt bármilyen változtatást végrehajthatnának. Ez a visszafejtési folyamat pazarló a humán és egyéb erőforrások szempontjából, és a konfigurációkezelés (CM) alkalmazásával minimalizálható vagy megszüntethető.

## A CM történeti áttekintése
A konfigurációkezeléssel először az Egyesült Államok Védelmi Minisztériuma kezdett el foglalkozni az 1950-es években, mint a műszaki eszközök és berendezések irányításának egyik tudományága, mára pedig szinte minden iparágban bevett gyakorlattá vált. A CM folyamat az 1960-as évek végén önálló műszaki szakterületté vált, amikor a Egyesült Államok Védelmi Minisztériuma kidolgozott egy katonai szabványsorozatot, az úgynevezett „480-as sorozatot” (azaz MIL-STD-480, MIL-STD-481 és MIL-STD-483), amelyet az 1970-es években vezettek be.
1991-ben a „480-as sorozatot” egyetlen szabványba, a MIL-STD-973-ba vonták össze, amelyet később a MIL-HDBK-61 váltott fel. Ez a változás összhangban volt az Egyesült Államok Védelmi Minisztériumának azon általános céljával, hogy csökkentsék a katonai szabványok számát, és helyettük inkább az ipari szabványokat részesítsék előnyben, amelyeket szabványfejlesztő szervezetek támogatnak. Ez jelentette annak a folyamatnak a kezdetét, amely végül a konfigurációkezelés legelterjedtebb és legszélesebb körben elfogadott szabványának, az ANSI-EIA-649-1998-nak a kialakulásához vezetett.
A CM tudományág fogalmait ma már számos szervezet és ügynökség alkalmazza, és olyan területeket is magában foglal, mint a rendszermérnökség, az integrált logisztikai támogatás, a Capability Maturity Model Integration, az ISO 9000, a Prince2 projektmenedzsment módszertan, a COBIT, az ITIL, a termékéletciklus-menedzsment és az alkalmazás-életciklus-menedzsment.
Ezek a funkciók és modellek sok tekintetben átalakították a konfigurációkezelés hagyományos, holisztikus megközelítését a műszaki irányítás területén. Egyesek a CM-et csupán egyszerű adminisztrációs tevékenységhez hasonlítják, míg mások a változáskezelést vagy a változásirányítást különálló, önálló tudományágként kezelik.

## CM a gyakorlatban
A CM a változások szisztematikus kezelésének gyakorlata annak érdekében, hogy a rendszerek megőrizzék az integritásukat. A CM olyan irányelveket, eljárásokat, technikákat és eszközöket alkalmaz, amelyek lehetővé teszik a változások kezelését, értékelését, nyomon követését, valamint a rendszer és a kapcsolódó dokumentumok naprakészen tartását.
A konfigurációkezelési tervek és programok technikai és adminisztratív iránymutatást adnak a szükséges eljárások, funkciók, szolgáltatások, eszközök és erőforrások kialakításához és megvalósításához, amelyek egy összetett rendszer fejlesztéséhez és fenntartásához szükségesek. A rendszerfejlesztés során a CM lehetővé teszi a követelmények nyomon követését a teljes életcikluson át, a tervezéstől kezdve egészen az üzemeltetésig és karbantartásig. Mivel a követelmények és a rendszerterv idővel elkerülhetetlenül változnak, ezeket a módosításokat jóvá kell hagyni és dokumentálni kell, hogy pontos képet kapjunk a rendszer aktuális állapotáról. Ideális esetben a konfigurációkezelési folyamatot a rendszer teljes életciklusa során alkalmazzák.
Sokan összekeverik a konfigurációkezelést az eszközkezeléssel (Asset Management, AM – lásd ISO/IEC 19770), amely elsősorban a rendelkezésre álló eszközök nyilvántartására összpontosít. A legfőbb különbség a két terület között az, hogy míg az eszközkezelés a pénzügyi elszámolás és az eszközök értékének maximalizálása szempontjából fontos, addig a konfigurációkezelés arra koncentrál, hogy a rendszer által nyújtott szolgáltatások folyamatosan fenntarthatók és megfelelően dokumentáltak legyenek.
A hardver- és szoftverkonfigurációk kezelésére vonatkozó CM folyamat öt meghatározott területből áll, amelyeket a MIL–HDBK–61A és az ANSI/EIA-649 szabványok rögzítenek. Azok a szervezetek, amelyek egységes változáskezelési folyamatot szeretnének bevezetni, ezeket az elveket és eljárásokat alkalmazzák az alaprendszerek meghatározására, a változások kezelésére és ellenőrzésére, valamint a fejlesztési folyamat hatékonyságának és pontosságának nyomon követésére.
Az IEEE 12207 és annak kiegészítése, az IEEE 12207.2, szintén tartalmazza ezeket a tevékenységeket, továbbá kiterjeszti a folyamatot a kiadáskezelésre és szállításra.
A konfigurációkezelés öt fő területe a következők:
1. Konfigurációkezelési tervezés és irányítás Ez egy formális dokumentum és tervezet, amely meghatározza a konfigurációkezelési folyamat működését, többek között az alábbi szempontok szerint:
  - Személyzet
  - Felelősségi körök
  - Erőforrások
  - Adminisztratív értekezleti iránymutatások, beleértve az eljárások és eszközök meghatározását
  - Alapállapot-meghatározási folyamatok
  - Konfiguráció-ellenőrzés és konfigurációs állapotkövetés
  - Elnevezési szabályok
  - Auditok és felülvizsgálatok
  - Beszállítók és alvállalkozók CM követelményei
2. Konfiguráció azonosítása (Configuration Identification - CI) A rendszer vagy alrendszer architektúrájának, komponenseinek és fejlesztési állapotának meghatározása és fenntartása. Ez az alapja a változások azonosításának, dokumentálásának és nyomon követésének a tervezéstől kezdve a fejlesztésen és tesztelésen át egészen a végső átadásig. A CI biztosítja, hogy a Konfigurációs Állapotkövetés (CSA) során mindig a rendszer aktuális állapota legyen rögzítve az egész életcikluson keresztül, a fejlesztéstől a gyártáson és üzemeltetésen át egészen a rendszer kivonásáig.
3. Konfiguráció-ellenőrzés (Configuration Control) Minden változtatási kérelem és javaslat értékelése, jóváhagyása vagy elutasítása. A folyamat célja a rendszer tervének, hardverének, firmware-ének, szoftverének és dokumentációjának szabályozott módosítása és felügyelete.
4. Konfigurációs állapotkövetés (Configuration Status Accounting) A konfigurációs elemek (pl. hardver, szoftver, firmware) nyilvántartása és állapotának dokumentálása. A tervezés és gyártás során bekövetkező eltéréseket rögzíti, lehetővé téve az alaprendszer (baseline) és a jóváhagyott módosítások gyors ellenőrzését probléma esetén.
5. Konfigurációs ellenőrzés és audit (Configuration Verification and Audit) Független értékelési folyamat, amelynek célja annak biztosítása, hogy a hardver és a szoftver megfeleljen a teljesítménykövetelményeknek, ipari és katonai szabványoknak, valamint a funkcionális és termékalapú előírásoknak. A konfigurációs auditok garantálják, hogy a rendszer dokumentációja pontosan tükrözze a valós funkcionális és fizikai teljesítményt az architekturális alaprendszer elfogadása előtt.

## A szoftverkonfiguráció-kezelési folyamat
A szoftverkonfiguráció-kezelési (SCM) folyamatot a szakemberek a legjobb megoldásnak tartják a szoftverprojektekben bekövetkező változások kezelésére. Ez a folyamat azonosítja a szoftver funkcionális és fizikai jellemzőit különböző időpontokban, és rendszerszerűen kezeli a változtatásokat azonosított jellemzőken, annak érdekében, hogy fenntartsa a szoftver integritását és nyomon követhetőségét a szoftverfejlesztés teljes életciklusa alatt.
A szoftverkonfiguráció-kezelési (SCM) folyamat továbbá meghatározza a változások nyomon követésének szükségességét, valamint annak képességét, hogy ellenőrizzük, hogy a véglegesen szállított szoftver tartalmazza az összes tervezett fejlesztést, amelyeket bele kellett volna foglalni a kiadásba. Négy eljárást azonosít, amelyeket minden szoftverprojektnél definiálni kell annak érdekében, hogy megbízható SCM folyamat kerüljön alkalmazásra. Ezek a következők:
1. Konfiguráció azonosítása
2. Konfiguráció vezérlése
3. Konfigurációs állapot elszámolása
4. Konfigurációs auditok

Ezek a kifejezések és meghatározások szabványról szabványra változnak, de lényegében ugyanazok.
- A konfigurációazonosítás a konfigurációelem minden aspektusát meghatározó attribútumok azonosításának folyamata. A konfigurációs elem olyan termék (hardver és/vagy szoftver), amelynek végfelhasználói célja van. Ezek az attribútumok rögzítve vannak a konfigurációs dokumentációban és alaphelyzetben. Az attribútumok alapbeállítása formális konfigurációmódosítás-vezérlő folyamatokat kényszerít ki, ha ezek az attribútumok megváltoznak.
- A konfiguráció módosításának vezérlése folyamatok és jóváhagyási szakaszok összessége, amelyek a konfigurációs elem attribútumainak megváltoztatásához és azok alaphelyzetbe állításához szükségesek.
- A konfigurációs állapot elszámolása az egyes konfigurációs elemekhez társított konfigurációs alapértékek rögzítésének és jelentésének képessége bármikor.
- A konfigurációs ellenőrzések funkcionális és fizikai konfigurációs ellenőrzésekre oszlanak. Ezek vagy az átadáskor, vagy a változtatás végrehajtásának pillanatában jelentkeznek. A funkcionális konfigurációs audit biztosítja a konfigurációs elem funkcionális és teljesítménybeli jellemzőinek elérését, míg a fizikai konfigurációs audit biztosítja, hogy a konfigurációelem a részletes tervdokumentáció követelményeinek megfelelően kerüljön telepítésre.

### A konfigurációkezelési adatbázis
Az ITIL vagyis az Information Technology Infrastructure Library a konfigurációkezelési rendszer (CMS) vagy a konfigurációkezelési adatbázis (CMDB) használatát határozza meg a konfigurációkezelés iparági legjobb gyakorlatainak megvalósítása érdekében. A CMDB-k a konfigurációs elemek (CI-k) és a köztük lévő függőségek nyomon követésére szolgálnak, amelyeket érdemes nyomon követni és kezelni, például, de nem kizárólagosan a számítógépeket, szoftvereket, szoftverlicenceket, rackeket, hálózati eszközöket, tárolókat, sőt a hasonló elemeken belüli összetevőket is. A CMS segít a CMDB-k egyesített gyűjteményének kezelésében.
A CMS/CMDB előnyei közé tartozik, hogy olyan funkciókat hajthat végre, mint a kiváltó okok elemzése, a hatáselemzés, a változáskezelés és az aktuális állapot értékelése a jövőbeli állapotstratégia-fejlesztéshez.
A konfigurációkezelés egy ITIL-specifikus IT szolgáltatásmenedzsment (ITSM) folyamat, amely nyomon követi az informatikai rendszer összes egyedi konfigurációs elemét (CI), amelyek lehetnek olyan egyszerűségűek, mint egyetlen szerver, vagy olyan összetettek, mint egy egész informatikai osztály. Nagyobb szervezeteknél konfigurációs menedzsert nevezhetnek ki, aki felügyeli és irányítja a CM folyamatot. Az ITIL 3. verziójában ezt a folyamatot "Szolgáltatáseszköz és konfigurációkezelés" (Service Asset and Configuration Management) néven ismertetik.

### Információbiztosítás
Az információbiztonság szempontjából a Konfigurációkezelés (CM) azt jelenti, hogy a biztonsági funkciókat és garanciákat folyamatosan nyomon követjük és kezeljük. Ez magában foglalja a hardver, a szoftver, a firmware, a dokumentáció, valamint a tesztelés és az ehhez kapcsolódó eszközök és dokumentumok változásainak ellenőrzését az információs rendszer teljes életciklusa alatt. Az információbiztosítási CM, amelyet néha biztonságos konfigurációkezelésnek (SCM) is neveznek, az IT-platformok és -termékek, valamint környezetük teljesítményére, funkcionális és fizikai jellemzőire támaszkodik, hogy meghatározza a megfelelő biztonsági jellemzőket és biztosítékokat, amelyek a rendszerkonfiguráció állapotának mérésére szolgálnak. Például a konfigurációs követelmények eltérőek lehetnek egy olyan hálózati tűzfal esetében, amely egy szervezet internethatárának részeként működik, és egy olyan tűzfal esetében, amely belső helyi hálózati tűzfalként működik.

## Karbantartási rendszerek
A konfigurációkezelés célja az összetett eszközök állapotának megértése, a legmagasabb szintű szervizelhetőség fenntartása érdekében a legalacsonyabb költségek mellett. Konkrétan az a célja, hogy biztosítsa, hogy a működés ne szakadjon meg a tervezett élettartam túllépése vagy a minőségi szint alatti eszköz (vagy eszközrész) miatt.
A katonaságban ezt a fajta tevékenységet gyakran "küldetési készenlétnek" minősítik, és célja annak meghatározása, hogy mely eszközök állnak rendelkezésre, és milyen típusú küldetésekhez; klasszikus példa, hogy a repülőgép-hordozó fedélzetén lévő repülőgépek földi támogatást szolgáló bombákkal vagy védelmi rakétákkal vannak felszerelve.

### Az operációs rendszerek konfigurációkezelése
A konfigurációkezelés segítségével az operációs rendszer konfigurációs fájljai hatékonyan karbantarthatók, biztosítva ezzel a rendszer stabilitását, biztonságát és megfelelő működését. Számos ilyen rendszer az "Infrastructure as Code ( egy olyan megközelítés az informatikában, amely lehetővé teszi az infrastruktúra (például szerverek, hálózatok, adatbázisok) automatizált létrehozását és kezelését kód segítségével) megközelítést alkalmazza a konfiguráció meghatározására és fenntartására.
A konfigurációkarbantartás Promise theory (ígéretelmélet) nevű megközelítését Mark Burgess fejlesztette ki. Ennek gyakorlati megvalósítása napjaink számítógépes rendszerein a CFEngine nevű szoftver, amely képes valós idejű javításokat végrehajtani, valamint megelőző karbantartást biztosítani.

### Megelőző karbantartás
Az eszköz és főbb összetevőinek „ahogy van” állapotának megértése elengedhetetlen eleme a megelőző karbantartásnak, amelyet a karbantartási, javítási, nagyjavítási és vállalati vagyonkezelési rendszerekben használnak.
Az olyan összetett eszközök, mint a repülőgépek, hajók vagy ipari gépek, számos különböző alkatrész megfelelő működésétől függenek. Egy alkatrész üzemképességét gyakran az alapján határozzák meg, hogy mennyi használat érte azóta, hogy újként beszerelték, megjavították, vagy milyen terhelést kapott teljes élettartama alatt. Az alkatrészek élettartamának nyomon követése hosszú ideig munkaigényes adminisztrációt igényelt, de a legújabb szoftveres fejlesztések jelentősen leegyszerűsítették ezt a folyamatot.

### Prediktív karbantartás
Számos alkatrész elektronikus érzékelőket használ az adatok rögzítésére, amelyek lehetővé teszik az állapot folyamatos megfigyelését. Az így gyűjtött adatokat egy fedélzeti vagy távoli számítógép elemzi, hogy meghatározza az alkatrész aktuális üzemképességét. Egyre gyakrabban alkalmaznak algoritmusokat is, amelyek a korábbi meghibásodások és modellezés alapján előre jelzik a várható hibákat. Ez a módszer képezi az előrejelző karbantartás (predictive maintenance) alapját.
A pontos és időszerű adatok elérhetősége elengedhetetlen ahhoz, hogy a konfigurációkezelés (CM) valódi működési értéket nyújtson. Ennek hiánya gyakran korlátozó tényező lehet. Az üzemeltetési adatok rögzítése és továbbítása a különböző támogató szervezetek felé egyre inkább önálló iparággá fejlődik.
Az adatok felhasználói egyre nagyobb számban és különbözőbb igényekkel jelentek meg az eredeti gyártók (OEM-ek) által kínált programok bővülésével. Ezek a programok garantált rendelkezésre állást biztosítsanak a használóiknak. Az üzemképességéért a gyártó vállalja a felelősséget.

## Szabványok
Számos szabvány támogatja vagy tartalmazza a konfigurációkezelést, többek között:
- ANSI/EIA-649-1998 Nemzeti konszenzusszabvány a konfigurációkezeléshez
- EIA-649-A 2004 Nemzeti konszenzusszabvány a konfigurációkezeléshez
- SAE EIA-649-C 2019 Globális konszenzusos konfigurációkezelési szabvány
- ISO 10007 Minőségirányítási rendszerek – Útmutató a konfigurációkezeléshez
- Szövetségi szabvány 1037C
- GEIA 836–2002 szabvány Konfigurációkezelési adatcsere és együttműködés
- IEEE 829 szabvány a szoftverteszt-dokumentációhoz
- MIL-STD-973 Konfigurációkezelés(törölve 2000. szeptember 20-án)
- NATO STANAG 4427 konfigurációkezelés a rendszerek életciklus-kezelésében, beleértve
- A NATO ACMP 2000 konfigurációkezelési szabályzata
- NATO ACMP 2009 Útmutató a konfigurációkezeléshez
- NATO ACMP 2100 Konfigurációkezelés( szerződéses követelmények)
- CMMI (Capability Maturity Model Integration - Képességfejlesztési Modell Integráció) a Fejlesztéshez, 1.2-es verzió - Konfigurációkezelés
- CMII-100E CMII szabvány a vállalati konfigurációkezeléshez
- A konfigurációkezelés és a kapcsolódó szabványok kiterjesztett listája
- ITIL szolgáltatás eszköz- és konfigurációkezelés
- ISO 20000:1 2011 és 2018 szolgáltatásirányítási rendszer.
- ECSS-M-ST-40C Rev.1 Konfiguráció és információkezelés

## Irányelvek
- IEEE 828-2012 szabvány a rendszer- és szoftvermérnöki konfigurációkezeléshez, közzététel dátuma: 2012-03-16
- ISO 10007:2017 Minőségirányítás – Útmutató a konfigurációkezeléshez
- NATO ACMP-2009 – Útmutató a konfigurációkezeléshez
- ANSI/EIA-632-1998 Rendszer Mérnöki Folyamatok
- ANSI/EIA-649-1998 Nemzeti konszenzusszabvány a konfigurációkezeléshez
- GEIA-HB-649 – Bevezetési útmutató a konfigurációkezeléshez
- EIA-836 konszenzusos szabvány a konfigurációkezelési adatcseréhez és együttműködési képességhez
- MIL-HDBK-61B konfigurációkezelési útmutató, 2020. április 7.
- MIL-STD-3046 Konfigurációkezelés, 2013. március 6. és 2015. június 1-jén törölve
- Védelmi Beszerzési Útmutató, a CM elemei a 4.3.7 SE-ben Folyamatok, a CM attribútumai az 5.1.7-ben Életciklus támogatás
- Rendszermérnöki alapok, 10. fejezet Konfigurációkezelés
- Konfigurációs kezelési terv Amerikai Egyesült Államok Védelmi Minisztériumának beszerzési dokumentuma

## Konfigurációkezelés építkezési projekteknél
A konfigurációkezelést a közelmúltban kezdték alkalmazni nagy építkezési projekteknél, amelyek összetettségüknek köszönhetően alaposan dokumentációt igényelnek. Az építőügynökségek, például a Szövetségi Autópálya-igazgatás, konfigurációkezelést alkalmaztak infrastrukturális projektjeikhez. Építési ügynökségek, mint például az amerikai Szövetségi Autópálya Igazgatóság (Federal Highway Administration), alkalmazták a konfigurációkezelést infrastrukturális projektjeik során. Léteznek olyan építkezés-specifikus konfigurációkezelő eszközök, amelyek célja a változtatási rendelvények és kérdések (RFIs) dokumentálása annak érdekében, hogy a projekt a tervezett ütemben és költségvetésen belül valósuljon meg. Ezek a programok olyan információkat tárolnak, amelyek segítik az infrastruktúra karbantartását és módosításait a projekt befejezése után. Az egyik ilyen alkalmazás, a CCSNet, egy esettanulmányban lett tesztelve, amelyet az amerikai Szövetségi Közlekedési Igazgatóság (FTA) finanszírozott. Az esettanulmány célja a konfigurációkezelés hatékonyságának mérése volt, összehasonlítva a Los Angeles megyei Metropolitán Transit Agency (LACMTA) Red Line első és második szakaszának körülbelül 80%-ban elkészült építkezését, amely egy 5,3 milliárd dolláros vasúti építkezési projekt volt. A kutatás eredményei arra utaltak, hogy a konfigurációkezelés alkalmazása előnyös az ilyen típusú projektek esetében.

## Fordítás
Ez a szócikk részben vagy egészben  a   Configuration management című angol Wikipédia-szócikk ezen változatának fordításán alapul.  Az eredeti cikk szerkesztőit annak laptörténete sorolja fel. Ez a jelzés csupán a megfogalmazás eredetét és a szerzői jogokat jelzi, nem szolgál a cikkben szereplő információk forrásmegjelöléseként.